# エキソニモ
エキソニモ（exonemo）は、千房けん輔と赤岩やえによる日本のアート・ユニット。ネットアート作品や、インスタレーション、イベント・オーガナイズなどを行う。

## 概要
怒りと笑いとテキストエディタを駆使し、さまざまなメディアにハッキングの感覚で挑むアートユニット（彼らのプロフィールより）
インターネット黎明期より、ネットアート作品を手がける。2000年以降は実空間での展示にも手を伸ばし、国内外の展覧会やフェスティバルなどで作品を発表している。様々なメディアをクロスオーバーする実験的な作風を特徴とし、2006年には世界最大のメディア・アート・フェスティバル「アルス・エレクトロニカ」にて大賞を受賞。作品展示以外に、イベントやコミュニティのオーガナイズ、展覧会の企画なども行っている。

## 経歴
- 1996年 - インターネット上で作品発表を開始。
- 2000年 - ロッテルダム国際映画祭でのTech.Pop.Japan展参加。以降、実空間での展示を開始。
- 2005年 -「電気でおもしろいことをやっている人たち」の集い「ドークボットTΩKYΩ[5]」を堀尾寛太、城一裕らと発足。
- 2006年 - YCAM（山口情報芸術センター）にて個展「WORLD B - 意識を裏返し、B面をPLAYせよ[6]」を開催。
- 2006年 -「アルス・エレクトロニカ」ネット・ヴィジョン部門でゴールデン・ニカ賞（大賞）を受賞。
- 2008年 - スイス・バーゼルのギャラリー「Plug.in」にて個展「UN-DEAD-LINK[7]」を開催。
- 2009年 - 月刊誌「Web Designing」にて連載をスタート[8]。
- 2011年 - 「インターネット・リアリティ研究会[9]」を、思い出横丁情報科学芸術アカデミー（谷口暁彦＋渡邉朋也）、栗田洋介（CBCNET）、youpy、畠中実（ICC）らと発足。座談会や展覧会を企画。
- 2012年 -「100年前から続く、インターネット上の秘密結社」ことIdpw[10]を発足し、イベント「インターネットヤミ市[11]」などを開催。
- 2013年 - 三菱地所アルティアム（福岡）にて個展「猿へ」[12]を開催。
- 2015年 - 東京都現代美術館[13]「山口小夜子 未来を切る人」展に参加。
- 2017年 - 文化庁メディア芸術祭 海外メディア芸術祭等参加事業の企画ディレクターとして「Landscape: New vision through multiple windows」をシンガポールのJapan Creative Centerで開催。

## 代表的な作品
ブラウザ上で動く作品から大規模なインスタレーションまで、形態は様々であるが、彼らのウェブサイトで体験できるものもある。
DISCODER (1999)HTMLに意図的にバグを侵入させることで表示を崩壊させるブラウザ作品。資生堂のサイバーギャラリー GyGNet にて発表。
FragMental Storm (2000)Web検索結果をリアルタイムにコラージュするソフトウェア作品
Natural Process (2004)2003年当時のGoogleのトップページが描かれた絵画作品を展示し、その様子をWeb中継した作品。現在Google社が収蔵。
The Road Movie (2005)バスに設置されたWebカムの画像を元に、折り紙の型紙を生成。移動の軌跡としてWeb上に記録していく作品。アルス・エレクトロニカにて大賞を受賞。
Object B (2006)電動工具などで作られたオブジェとネットワークゲームが接続された作品。
断末魔ウス (2007)マウスを破壊するときのカーソルの動きを記録し、デスクトップ上で再現するソフトウェア作品。
ゴットは、存在する。(2009~)インターフェイスに宿る精神性をテーマにした連作。英語タイトルは"Spiritual Computing series"。
ANTIBOT T-SHIRTS (2010)好きなメッセージをCaptcha化してTシャツにできるサービス。
DesktopBAM (2010)デスクトップ上をプログラム制御されたカーソルが飛び回り、音と映像の演奏を行うパフォーマンス作品。
The EyeWalker (2011)視線入力技術「EyeWriter」を元に開発された、複数のモニタを見るだけで跳躍し渡り歩いていける体験型作品。
Fluttering Frame (2013)NHK「テクネ 映像の教室」の為に制作された映像作品。クラウド・ソーシングを利用し、世界各国のリビングのTVに日本の国旗がはためく映像を写してもらった映像を再構成。:
Body Paint Series (2014 ~)LCDモニターに直接ペイントした作品。アルス・エレクトロニカ フェスティバル、同センター、韓国のACT Center、NTTインターコミュニケーション・センター他、多数で展示されている。同シリーズの新作「HEAVY BODY PAINT」はNTTインターコミュニケーション・センターにて2016年度のOpen Space展に招待され１年間展示された。

## 受賞歴
- Prix Ars Electronica 2000 .NET Category Honorary Mention - DISCODER[16]
- Prix Ars Electronica 2006 Net Vision Category Golden Nica - The Road Movie[17]
- 第13回 文化庁メディア芸術祭 審査員推薦作品 - 巡礼端末~Terminal for Pilgrimage~[18]
- Tokyo Type Directors Club RGB部門 RGB賞 - ANTIBOT T-SHIRTS[19]
- 第16回 文化庁メディア芸術祭 審査員推薦作品 - The EyeWalker[20]
- 第17回 文化庁メディア芸術祭 審査員推薦作品 - VideoBomber[21]
- 第71回 芸術選奨新人賞 美術部門 - 「エキソニモ　アン・デッド・リンク」[22][23]

## 関連人物・グループ
- Jodi - 古くから親交があり map.jodi.org に掲載されている。[24]
- IDPW - 2012年にエキソニモが中心に結成したグループ
- 永六輔 - メンバーの千房けん輔の叔父
- 伊藤ガビン
- 山口小夜子
- 長谷川踏太
- 川村真司
- huez - エキソニモに影響を受けた空間演出クルー